# Бризгаловське сільське поселення
Бризга́ловське сільське поселення — колишнє муніципальне утворення у складі Вавозького району Удмуртії, Росія. Адміністративний центр — село Бризгалово.
Населення становить 523 особи (2019, 699 у 2010, 987 у 2002).
Розформоване 9 травня 2021 року законом Удмуртської Республіки за 26 квітня 2021 року № 30-РЗ через переформування муніципального району на муніципальний округ.
Голова:
- 2008–2012 — Обухов Олександр Аркадійович

Станом на 2002 рік існувала Бризгаловська сільська рада (село Бризгалово, присілки Вішур, Зетловай, Зоря, Квачі, Квашур, Коса Можга, Монья, Нардомас), селище Южно-Какмозький перебувало у складі Какмозької сільської ради.
До складу поселення входять такі населені пункти:
| Населений пункт           | Населення, осіб (2002) | Населення, осіб (2010) |
| ------------------------- | ---------------------- | ---------------------- |
| Бризгалово, село          | 381                    | 313                    |
| Вішур, присілок           | 35                     | 6                      |
| Зетловай, присілок        | 25                     | 16                     |
| Зоря, присілок            | 18                     | 2                      |
| Квачі, присілок           | 8                      | 6                      |
| Квашур, присілок          | 44                     | 10                     |
| Коса Можга, присілок      | 67                     | 28                     |
| Монья, присілок           | 227                    | 225                    |
| Нардомас, присілок        | 10                     | 17                     |
| Южно-Какмозький, присілок | 172                    | 76                     |

В поселенні діяли середня школа (Бризгалово), садочок (Бризгалово), фельдшерсько-акушерський пункт (Бризгалово), будинок культури (Бризгалово), сільський клуб (Монья), 2 бібліотеки (Бризгалово, Монья), ветеринарний пункт (Бризгалово).
Серед підприємств працювало ТОВ «Правда».